# Mitsubishi Multi 8
Mitsubishi Multi 8 (Multi 8) је био кућни рачунар фирме Mitsubishi који је почео да се производи у Јапану од 1983. године.
Користио је Zilog Z80A као микропроцесор. РАМ меморија рачунара је имала капацитет од 64 kb (32K у Бејсику). 
Као оперативни систем кориштен је CP/M 80 верзија 2.2 или уграђени M-Basic изведен од MS-Basic.

## Детаљни подаци
Детаљнији подаци о рачунару Multi 8 су дати у табели испод.
|                       | |
| [ 1 ]                 | |
| Произвођач            | |
| Тип                   | кућни рачунар |
| Меморија              | 64 (32K у Бејсику) |
| Поријекло             | Јапан |
| Година                | 1983 |
| Тастатура             | тастатура са пуним помаком тастера (JIS стандард), 88 тастера, 5 функцијских тастера, посебни едит и нумерички пад, CTRL и CAPSLOCK тастери |
| Процесор              | |
| Фреквенција процесора | 4 |
| RAM                   | 64 (32K у Бејсику) |
| ROM                   | 32 (Basic) + 2 (генератор знакова) |
| Текст                 | 80/72/40/36 x 25/20 |
| Графика               | 640 x 200 |
| Боја                  | 8 |
| Звук                  | 3 гласа |
| Димензије             | 46 /26 /9 / 4,4 kg |
| Портови               | |
| Оперативни систем     | 80 верзија 2.2 или уграђени изведен од                                                                                                   |